# Guillaume Briçonnet (Kardinal)

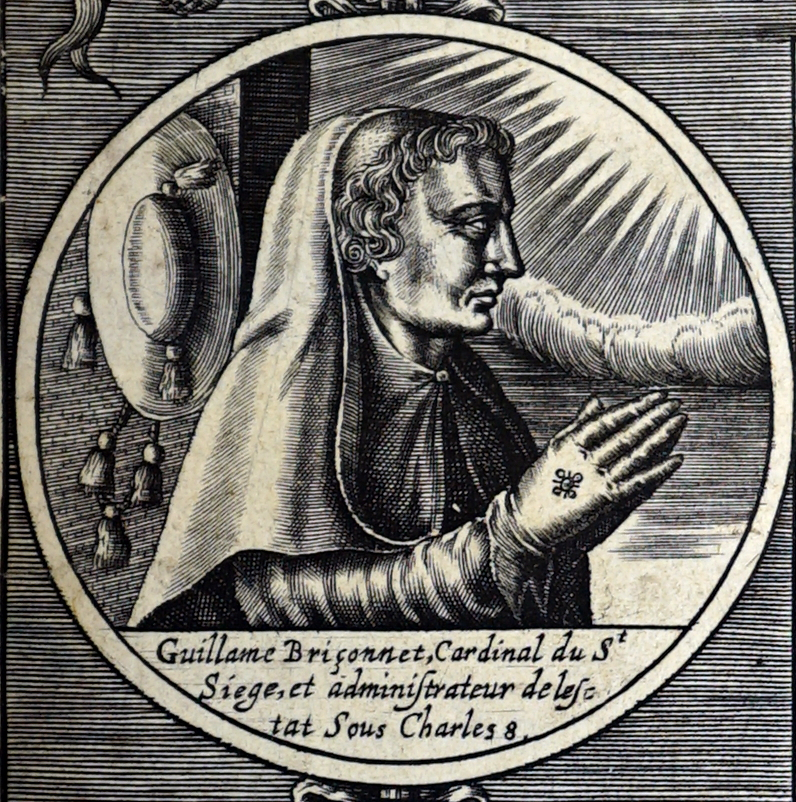
Kardinal Guillaume Briçonnet (Druck von 1621)

Kardinalswappen (schematische Darstellung)

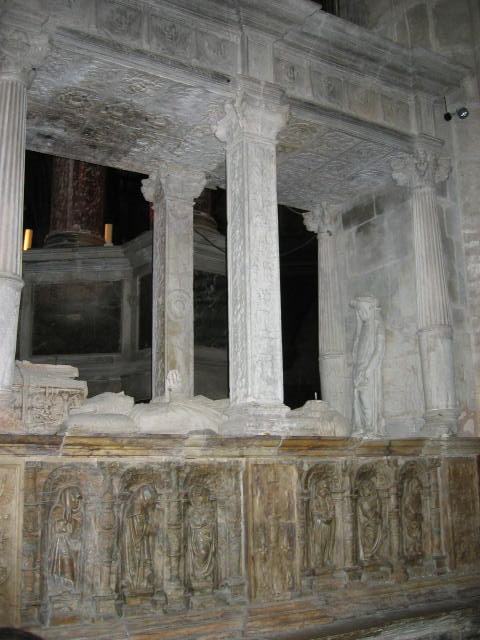
Alabaster-Grab von Kardinal Guillaume Briçonnet in der Kathedrale Saint-Just Narbonne

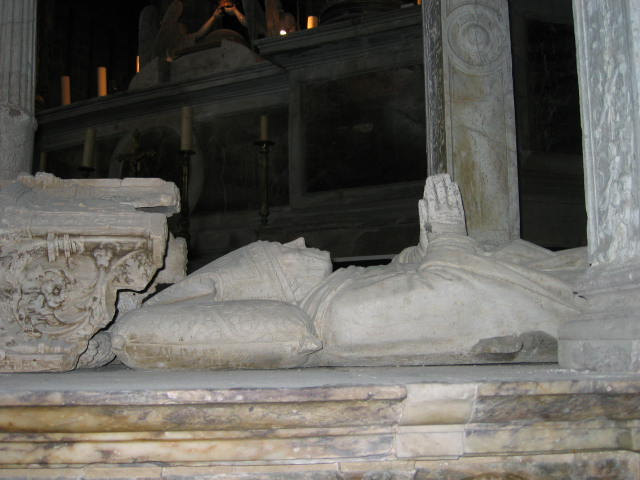
Alabaster-Grab von Kardinal Guillaume Briçonnet (Detail)

Guillaume Briçonnet, auch: Jean Briçonnet (* vermutlich 1445 in Tours; † 14. Dezember 1514 in Narbonne) war Kardinal und Erzbischof von Narbonne.

## Leben
Guillaume war der jüngste Sohn von Jean Briçonnet, Baron von Varennes, und von Jeanne Berthelot. Sein Vater war Staatssekretär und Chef der obersten Zollbehörde.
Auch der Sohn ging zunächst unter König Ludwig XI. in den Staatsdienst und wurde zuständiger Beamter für die Finanzen in der Provinz Languedoc. Der König war sehr angetan von der Arbeit und dem Einsatz des Guillaume Briçonnet. König Karl VIII. (1470–1498) machte Guillaume schließlich zum Finanzminister und zum Mitglied des Staatsrates; keine Anweisung des Königs konnte an ihm als General des finances vorbeilaufen, zumal der junge König die Nachfolge seines Vaters Ludwig XI. mit erst 13 Jahren angetreten hatte.
Nach dem Tode seiner Frau Raoulette de Beaune verknüpfte Guillaume Briçonnet seine politische Karriere mit einer kirchlichen Karriere. 1493 ließ er sich zum Bischof von Saint-Malo ernennen. Als Ratgeber von König Karl VIII. wirkte er maßgeblich darauf hin, dass Frankreich 1494 den ersten der Italienischen Kriege begann. Infolge des Vormarsches der französischen Truppen musste Papst Alexander VI. der Anweisung von Karl VIII. nachkommen, Briçonnet zum Kardinal zu erheben. Dies geschah am 16. Januar 1495.
In schneller Folge erwarb er weitere Ämter und Pfründe:
- 1496 wurde er Bischof von Nîmes.
- 1497 wurde er Bischof von Toulon. Im Jahr darauf überließ er das Bistum seinem Sohn Denis.
- 1497 wurde er Fürsterzbischof (Archevêque-duc) von Reims, als Nachfolger seines ältesten Bruders Robert.
- 1507 wurde er Erzbischof von Narbonne, indem er das Erzbistum Reims gegen das Erzbistum Narbonne tauschte.
- 1507 wurde er außerdem Kardinalbischof von Albano (bis 1508). Dieses Amt war damals üblicherweise mit dem des Erzbischofs von Narbonne verknüpft.
- 1509 wurde er Kardinalbischof von Frascati (bis 1510).
- 1509 wurde er Kardinalbischof von Palestrina (bis 1511).

Guillaume Briçonnet stieg damit zu einem der erfolgreichsten Ämtersammler unter den französischen Bischöfen im späten 15. und frühen 16. Jahrhundert auf.
1511 nahm Guillaume Briçonnet an dem schismatischen Konzil zu Pisa (1511–1512) teil und wurde deshalb am 24. Oktober 1511 von Papst Julius II. zusammen mit den Kardinälen Bernardino López de Carvajal, Francisco Borja, René de Prie und Federico Sanseverino exkommuniziert und abgesetzt. Bis auf Kardinal Borja, der 1511 verstorben war, wurden 1513 alle von Papst Leo X. wieder in Amt und Würden gesetzt.
Guillaume Briçonnet wurde in der Kathedrale Saint-Just von Narbonne beigesetzt.

## Nachkommen
Aus der Ehe mit Raoulette de Beaune stammten fünf Kinder, zwei davon wurden später Bischöfe:
- Guillaume, Bischof von Lodève und Meaux
- Denis, Bischof von Toulon, Saint-Malo und Lodève